# Dirk Balster

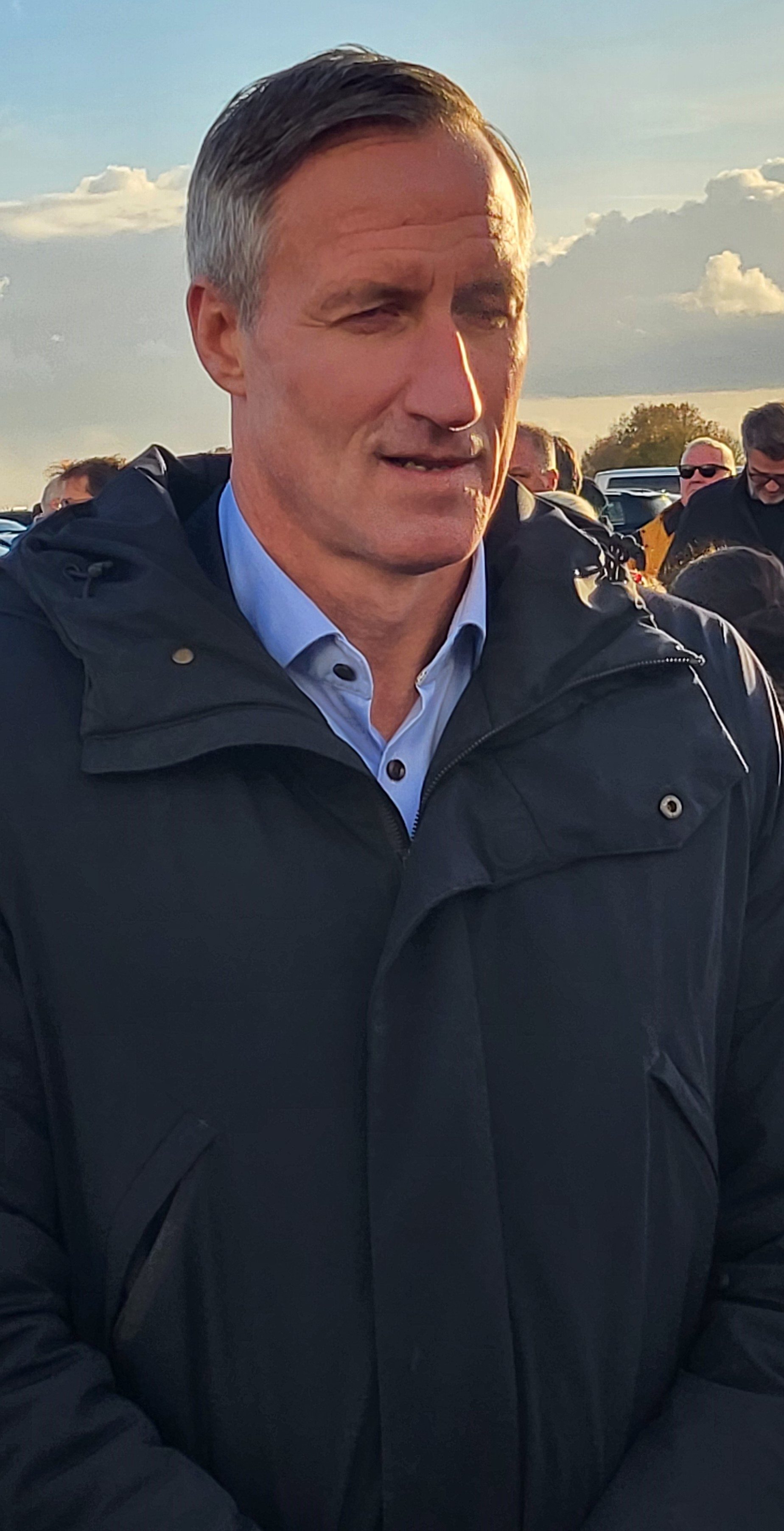
Dirk Balster (2024)

Dirk Peter Balster (* 19. Juli 1966 in Gütersloh) ist ein ehemaliger deutscher Ruderer, der dreimal Weltmeister mit dem Achter war.

## Leben
Balster gewann seinen ersten deutschen Meistertitel 1987 im Vierer mit Steuermann. 1988 trat er bei den deutschen Meisterschaften im Achter an und belegte den zweiten Platz. 1989 und 1990 gewann Balster jeweils den Meistertitel sowohl im Vierer mit Steuermann als auch im Achter und 1991 noch einmal im Achter. Bei den Ruder-Weltmeisterschaften 1989, 1990 und 1991 gewann Balster jeweils mit dem Deutschland-Achter den Titel.
Im Olympiajahr 1992 qualifizierte sich Balster nicht für den Achter. Zusammen mit Markus Vogt, Matthias Ungemach und Armin Weyrauch gewann Balster den deutschen Meistertitel im Vierer ohne Steuermann. Bei den Olympischen Spielen 1992 belegte dieser Vierer den vierten Platz.
Der 1,95 m große Dirk Balster startete während seiner aktiven Laufbahn für den Ruderverein Dorsten. 1992 beendete er seine sportliche Karriere. Nach dem Abschluss seines Wirtschaftsstudiums arbeitete er als Unternehmensberater in Hamburg und wechselte 2013 als Geschäftsführer zu den kommunalen Kliniken in Chemnitz. Seit Januar 2023 ist er Geschäftsführer der Trägergesellschaft Kliniken Aurich-Emden-Norden mbH.

## Ehrungen
- Sächsischer Verdienstorden (2023)[5]